# آیها
آیها (به لاتین: Aaiha) در لبنان است که در بقاع واقع شده‌است.